# Albin Martinčič
Albin Martinčič, slovenski duhovnik in zvonoslovec, * 27. februar 1900, Gorica, † 14. september 1982, Gorica.
Rodil se je v Gorici očetu Ivanu Martinčiču in materi Guljelmi Korbovschik. Starša sta v Gorico prišla iz Cerovega v Brdih, zato se je tudi Albin Martinčič imel za Brica, tam je obhajal tudi novo mašo. Med prvo svetovno vojno je bila družina v begunstvu.
Duhovniško posvečenje je prejel po nadškofu Frančišku Sedeju v Gorici, na god sv. Mohorja in Fortunata, 12. julija 1927. Skupaj z njim so posvečenje, v kapeli na nadškofiji, prejeli še Božidar Goljevšček (Marijino Celje), Mirko Zorn (Prvačina) in Anton Žagar (Log Čezsoški). Novo maši je obhajal 17. julija 1927 v cerkvi sv. Nikolaja v Gorenjem Cerovem. Kot kaplan je služboval v Podmelcu (1927), Tolminu (1927-1929) in Solkanu (1929-1930). Bil je kurat na Livku (1930-1938) in na Srpenici (1938-1939) ter nato vikar v Trnovem ob Soči (1939-1947). Po uveljavitvi nove državne meje med Italijo in Jugoslavijo, leta 1947, se je preselil v Gorico. Prevzel je skrb za dele vasi Dolenje in Gorenje Cerovo ter Vipolže, ki so ostali v Italiji (1947-1964). Najprej je delo opravljal kot škofov delegat za Jazbine in Trebež, po ustanovitvi vikariata na Jazbinah (1947) pa kot vikar. Zasilno kapelo so uredili v kleti družine Carollo. V letih 1955-1956 so ob velikem angažmaju Martinčiča tam postavili novo cerkev, posvečeno Mariji Pomagaj. Po letu se je umaknil v Gorico, kjer je umrl. Pokopan je na Jazbinah.
Albin Martinčič se je posvetil tudi zvonoslovju, ki ga je študiral v času, ko je služboval na Livku (1930-1938). Postal je kolavdator za zvonove v goriški nadškofiji. Po drugi svetovni vojni je mnogim cerkvam pomagal pri vrnitvi odvzetih zvonov. Tudi sam je izdeloval načrte za zvonove. V cerkvi sv. Martina v Oseku je ohranjen zvon, ki ga je leta 1978 načrtoval za cerkev sv. Hieronima v Kozani, kjer je bil v uporabi do leta 1999.